# Xã Covington, Quận Tioga, Pennsylvania
Xã Covington (tiếng Anh: Covington Township) là một xã thuộc quận Tioga, tiểu bang Pennsylvania, Hoa Kỳ. Năm 2010, dân số của xã này là 1.022 người.